# Deer Isle Bridge
Deer Isle Bridge (offiziell: Deer Isle–Sedgwick Bridge) ist eine Straßenbrücke, die die Staatsstraße SR 15 von Sedgwick, Hancock County, Maine über die Eggemoggin Reach genannte Wasserstraße zu der Insel Little Deer Isle in der Town Deer Isle und über einen Damm zur unmittelbar benachbarten  Deer Isle führt. Die Brücke ist die einzige Verbindung der Inseln mit dem Festland.

## Beschreibung
Die Hängebrücke macht einen ausgesprochen leichten Eindruck. Über die beiden schlanken Pylone verlaufen zwei vergleichsweise dünne Tragkabel, die einen sehr flaches, zur Mitte hin ansteigendes Brückendeck tragen, auf dem die zwei schmalen Fahrstreifen der Straße Platz finden.
Die einschließlich der Rampenbrücken insgesamt 763 m lange Hängebrücke hat eine Spannweite von 329 m und eine lichte Höhe von 26 m über MHWS (Mittleres Springhochwasser).  Die zweistreifige Straße auf der Brücke ist 6,60 m breit. Die 64 m hohen Stahlpylone tragen zwei Tragkabel, die jeweils aus 19 parallel liegenden, geschlagenen Drahtseilen bestehen. An dem Tragkabeln sind nicht nur die senkrechten Hänger befestigt, die das Brückendeck tragen, sondern auch mehrere Schrägseile sowohl in Längsrichtung als auch einige diagonal über den Fahrbahnträger. Außerdem gibt es sechs Querverbindungen zwischen den Tragkabeln. Der Fahrbahnträger ist eine nur 2 m hohe Plattenträgerkonstruktion. 1993 wurden entlang den Außenkanten windabweisende Bleche angebracht.

## Geschichte
Der Bau der Deer Isle Bridge sollte schon Anfang der 1930er Jahre beginnen, scheiterte aber immer wieder an nicht vorhandenen oder nicht ausreichenden Budgets. Das mit der Planung beauftragte Ingenieurbüro Robinson & Steinman musste seine Pläne mehrfach ändern, um sie an den niedrigen finanziellen Rahmen anzupassen. So wurde z. B. eine mit 6,5 % ansteigende Fahrbahn gewählt, um einerseits die geforderte lichte Höhe zu erreichen, andererseits aber die Rampenbrücken möglichst kurz zu halten. Das leichte Fahrbahndeck ermöglichte leichte Pylone und dünnere Tragkabel. Kurz nach Baubeginn erlebte David B. Steinman an seiner gerade fertiggestellten Thousand Islands Bridge vom Wind verursachte Schwingungen. Als auch die Deer Isle Bridge mit noch nicht vollständig fertiggestellter Fahrbahn ähnliche Schwingungen zeigte, installierte er bei ihr das gleiche System von Schrägseilen und Versteifungen. Beide Brücken waren dadurch ausschlaggebend für Steinmans Erkenntnis, dass die allseits anerkannte Deflektionstheorie in ihrer damaligen Form die aerodynamischen Auswirkungen des Windes nicht berücksichtigte. Deshalb versah er die von 1954 bis 1957 gebaute und als sein Lebenswerk angesehene Mackinac Bridge mit extrem tiefen und steifen Trägern aus winddurchlässigen Fachwerkkonstruktionen.